# Chapelle de l'Annonciade de Martigues
La chapelle de l'Annonciade, ou chapelle des Pénitents blancs, est une chapelle baroque de Martigues, en France.

## Histoire et description
La chapelle de plan rectangulaire est construite dans la seconde moitié du XVIIe siècle (de 1664 à 1671) à l'arrière de l'église Saint-Geniès du village de Jonquières (aujourd'hui partie intégrante de la ville) qui la surplombe de son clocher. Elle est bâtie pour la confrérie des pénitents blancs, confrérie charitable vouée au service des pauvres, à l'entraide et à la prière commune. 
Les murs intérieurs sont couverts de fresques peintes en trompe-l'œil, dont certaines illustrent la vie de la Vierge Marie, et décorés de lambris. Le plafond est peint à la manière vénitienne. Le retable richement sculpté, de 8 mètres de hauteur et 8 mètres de largeur, est en bois doré et polychromé, avec un autel peint également en trompe-l'œil. Le tableau central représente l'Annonciation. Ce décor exceptionnel a été réalisé entre 1677 et 1734.
La chapelle de l'Annonciade fait l'objet d'un classement au titre des monuments historiques par arrêté du 21 mars 1910.
La campagne de restauration qui a duré vingt-deux ans (de 1993 à 2015) a été couronnée du prix des rubans du patrimoine en 2016,.
L'édifice est ouvert à la visite le premier dimanche du mois de mars à octobre de 14 h à 18 h, les mercredis et vendredis après-midi, les samedis et lors de certains événements et concerts.